# Прудки (Мединський район)
Прудки (рос. Прудки) — присілок в Мединському районі Калузької області Російської Федерації.
Населення становить 2 особи. Входить до складу муніципального утворення Село Кременське.

## Історія
Від 2004 року входить до складу муніципального утворення Село Кременське.

## Населення
| 2002 | 2010 |
| ---- | ---- |
| 8    | ↘2   |